# Solanum latiflorum
Solanum latiflorum là một loài thực vật thuộc họ Solanaceae. Đây là loài đặc hữu của Brasil.